# Mionandra paraguariensis
Mionandra paraguariensis är en tvåhjärtbladig växtart som beskrevs av Chod.. Mionandra paraguariensis ingår i släktet Mionandra och familjen Malpighiaceae. Inga underarter finns listade i Catalogue of Life.